# The Keepers of the 5 Kingdoms
The Keepers of the 5 Kingdoms is een epische fantasyfilm uit 2024, geregisseerd door Zack Ward en geproduceerd door James Hong. De film combineert visuele effecten met een karaktergedreven verhaal en verkent thema's zoals eenheid, identiteit en de balans van macht.
De hoofdrol wordt vertolkt door James Hong en de film heeft een ensemble cast met Matthew Sato, Michelle Mao, Anna Harr, Bai Ling, Dante Basco, Dave Sheridan en Saxon Sharbino. Het verhaal volgt een grootvader en zijn kleindochter die vanuit hun curiosawinkel in Arizona via een magische portalsteen naar een mystieke wereld worden gebracht. Daar beginnen ze aan een gevaarlijke reis om de weg terug naar huis te vinden.

## Verhaal
Patsy Lee, een middelbare scholiere die hard werkt om toegelaten te worden tot een goede universiteit, worstelt met het omarmen van haar Chinese erfgoed, tot frustratie van haar grootvader Chuck Lee. Haar routineuze leven verandert drastisch wanneer Frank, een rat, en Hank, een kip — personificaties van dieren — opduiken op zoek naar een magische doos. Een ongeluk brengt Patsy, haar vrienden Squirrel en Hopper en haar grootvader naar een magische wereld, geregeerd door de kwaadaardige Lord Kuang, die de doos wil gebruiken als vernietigende kracht.
In deze gevaarlijke wereld krijgen ze te maken met betoverde vijanden zoals vlinders, ogers en de Wu Heks, maar ontmoeten ze ook bondgenoten zoals Ao, een wijze schildpad. Tijdens de reis leert Patsy haar erfgoed te waarderen en vindt ze de kracht om de doos te beschermen, haar angsten te overwinnen en de weg terug naar huis te vinden.
De film bevat ook subtiele verwijzingen naar popcultuur, zoals een knipoog naar de film The Last Starfighter tijdens een computerspel en de Pork Chop Express uit de film Big Trouble in Little China, waarin James Hong ook een hoofdrol had.

## Rolverdeling
| Acteur         | Personage |
| -------------- | --------- |
| James Hong     | Chuck Lee |
| Michelle Mao   | Patsy Lee |
| Anna Harr      | Squirrel  |
| Matthew Sato   | Hopper    |
| Dante Basco    | Frank     |
| Dave Sheridan  | Hank      |
| Bai Ling       | Kuang     |
| Saxon Sharbino | Allura    |

## Productie
Zack Ward regisseerde en schreef het script voor The Keepers of the 5 Kingdoms, eerder bekend als Patsy Lee & the Keepers of the 5 Kingdoms, samen met Ace Underhills. In een interview met Comic Book Resources vertelde James Hong dat het verhaal werd geïnspireerd door Chinese sprookjesboeken die hij als kind met zijn moeder las.
Op 4 juni 2024 kondigde Vision Films aan dat de film uitgebracht zou worden met een voornamelijk Aziatische cast, waaronder James Hong, George Takei en Bai Ling. De film, een ode aan fantasyfilms uit de jaren '80, combineert praktische effecten, poppenspel en moderne VFX.

## Ontvangst
Voices from the Balcony gaf de film een beoordeling van 3,5 van 5 sterren. Recensent Jim Morazzini prees het verhaal, de praktische effecten en James Hongs prestatie, maar vond het tempo en de karakterontwikkeling minder geslaagd.